# Mangskogs distrikt
Mangskogs distrikt är ett distrikt i Arvika kommun och Värmlands län. Distriktet ligger omkring Mangskog i västra Värmland. 

## Tidigare administrativ tillhörighet
Distriktet inrättades 2016 och utgörs av Mangskogs socken i Arvika kommun.
Området motsvarar den omfattning Mangskogs församling hade vid årsskiftet 1999/2000.

## Tätorter och småorter
I Mangskogs distrikt finns tre småorter men inga tätorter. 

### Småorter
- Mangskog
- Slobyn
- Tobyn

### Övriga orter
- Grytterud